# Villardonnel
Villardonnel é uma comuna francesa na região administrativa de Occitânia, no departamento de Aude. Estende-se por uma área de 16,63 km². Em 2010 a comuna tinha 510 habitantes (densidade: 30,7 hab./km²).